# Michał Chanenko
Michał Chanenko (ukr. Михайло Ханенко ur. ok. 1620, zm. 1680) – kozacki hetman prawobrzeżny w latach 1669–1672.

## Życiorys
Pochodził z książęcego rodu tatarskiego, Chanenko syn, potomek chana. Był synem zaporoskiego kozaka Stefana Chanenko i według legendy, uwolnioniej z niewoli córki polskiego starosty. Od 1658 roku był pułkownikiem humańskim. Uczestniczył w wyborze Iwana Wyhowskiego na hetmana. W czasie podpisywania "ugody cudnowskiej" w 1660 roku zwolennik polityki propolskiej; starał się o ponowne podporządkowanie Ukrainy Koronie. W 1661 roku został nobilitowany.
W lipcu 1669 roku, przez część pułków kozackich zebranych na radzie w Humaniu, został wybrany hetmanem (w opozycji do urzędującego protureckiego hetmana Piotra Doroszenki). Poparcia udzielili mu również chan krymski Adil Girej, który chciał podporządkować Ukrainę bezpośrednio Krymowi, a także inni pretendenci do władzy hetmańskiej: Piotr Suchowij i Jerzy Chmielnicki. Chanenko został jednak pokonany przez Doroszenkę (wspieranego przez kozaków Iwana Sirki oraz białogrodzkich Tatarów) 29 października 1669 roku pod Steblowem po czym musiał uciekać na Zaporoże. Mimo porażki został, podczas podpisywania ugody ostrogskiej (2 września 1670 roku), uznany oficjalnie przez króla Michała Korybuta Wiśniowieckiego hetmanem kozackim prawobrzeżnej Ukrainy. Otrzymał insygnia i nadania ziemskie, co wzmocniło jego propolską postawę i uczyniło z niego stronnika dworu królewskiego skonfliktowanego z profrancuską opozycją.
W czasie wojny polsko-tureckiej, w lipcu 1672 roku, wspierany przez Karola Łużeckiego, kasztelana podlaskiego, w bitwie pod Ładyżynem i Czetwerynówką pokonał atakujących go Tatarów i kozaków Piotra Doroszenki ale musiał wycofać się z Ukrainy. Na czele reszty wiernych oddziałów dotarł pod Zamość, Lublin i na Mazowsze, wspierał prokrólewską konfederację gołąbską. Następnie przez Wołyń wrócił na Podnieprze gdzie w 1673 roku podjął na nowo walki z Doroszenką. Pobity ponownie pod Steblowem, oraz pod Kijowem, schronił się w Dymirze. Tam też, we wrześniu1673 roku, prawdopodobnie z nienawiści prywatnej, zabił pułkownika królewskiego Jana Piwo-Zapolskiego. W obawie przed odpowiedzialnością za zabójstwo uciekł na Lewobrzeże. W marcu 1674 roku przekazał swoje insygnia hetmańskie Iwanowi Samojłowiczowi i został obywatelem Ukrainy carskiej.

## Ciekawostka
Pod nazwiskiem "Haneńko" jest wzmiankowany w Panu Wołodyjowskim Henryka Sienkiewicza - w 1672 roku w walce z Doroszenką wspomagał go powieściowy pan Motowidło ze swoimi semenami.

## Literatura dodatkowa
- Miron Korduba: Chanenko Michał. W: Polski Słownik Biograficzny. T. 3: Brożek Jan – Chwalczewski Franciszek. Kraków: Polska Akademia Umiejętności – Skład Główny w Księgarniach Gebethnera i Wolffa, 1937, s. 261–262. Reprint: Zakład Narodowy im. Ossolińskich, Kraków 1989, ISBN 83-04-03291-0